# 셰키돌
셰키돌(シェキドル)은 헬로! 프로젝트에 소속된 일본의 여성 아이돌 그룹이다.

## 개요
업프런트 에이전시(현 업프런트 프로모션)는 아니고 그린 파크 뮤직(현 에스프로)에 소속해 있었다. 음악 프로듀서는 층쿠♂. 유닛명은 뜨거운 이미지의 소녀라고 하는 의미의「적도돌」과「Shake It」를 걸고 있다.
헬로! 프로젝트 내의 다른 많은 탤런트, 유닛과 달리, 아이돌색을 불식한 경쾌한 락조의 악곡이 특징. 인디즈 활동이나 노상 라이브 등, 활동 스타일도 구별을 분명히 하고 있었다.
2002년, 스에나가 마미가 컨디션 불량을 호소해 입원했지만, 전혀 좋아지는 기색이 없고, 스에나가의 탈퇴를 계기로 해산.

## 멤버

### 해산까지의 멤버
- 키타가미 아미 (北上アミ, 1980년 5월 18일(44세))
- 스에나가 마미 (末永真己, 1980년 3월 18일(45세))
- 아라이 사키 (荒井紗紀, 1978년 2월 15일(47세))

### 전 멤버
- 오키 이부키 (大木衣吹, 1982년 3월 13일(43세)) - 2001년 여름 탈퇴.

## 약력
2000년
- 7월 11일,「제4회 모닝구무스메。& 헤이케 미치요 여동생 오디션」으로부터 선택된 키타가미 아미, 오키 이부키의 2명이서 결성(덧붙여서 동오디션의 최종 합격자가 마츠우라 아야다).
- 7월 15일, CD 데뷔전에 헬로! 프로젝트 콘서트의 무대에 선다.
- 11월 1일,「산마의 SUPER로부터 밤TV」의 엔딩에 대발탁 된「마음의 페로몬」으로 인디즈 데뷔.
- 12월, 0930 등과 함께「우타방」출연.

2001년
- 1월 7일, 하로모니。오신년회에 출연.
- 3월, 스에나가 마미가 가입해, 3명 유닛이 된다.
- 3월 31일, Hello! Project 대운동회에 참가. 등번호「근」,「육」,「질」.
- 여름, 오키 이부키가 솔로 싱어송라이터를 목표로 해 탈퇴, 바뀌어 아라이 사키가 가입.
- 11월, 일본 체육 대학 학원제 출연 예정이였으나, 화재에 의해 중지.
- 12월,「愛は無敵 〜二十歳の夜の誓い〜」로 메이저 데뷔.
- 12월, 헬로! 프로젝트 이탈을 발표.

2002년
- 1월, 스에나가 마미가 컨디션 불량을 호소해 입원했지만, 전혀 좋아지는 기색이 없어서 해산.

## 음악

### 싱글
인디즈
1. 心のフェロモン (2000년 11월 1일)
  - 커플링 : だってだって
2. 徹底的運命 (2001년 4월 13일)
  - 커플링 : 徹底的運命 -Destiny Version-
3. 全体的に大好きです。(2001년 6월 27일)
  - 커플링 : 恋は猛暑!

메이저
1. 愛は無敵〜二十歳の夜の誓い〜 (2001년 12월 5일)
  - 커플링 : がんばっちゃうもんねぇーッ!

## 출연

### 라디오
- 펑키☆몽키☆셰키☆ (bay-fm)